# فهرست آثار ملی شهرستان اراک
شهرستان اراک یکی از شهرستان‌های استان مرکزی ایران است. این شهرستان از دو بخش مرکزی و معصومیه تشکیل شده است.

## آثار ثبت‌شده
| ردیف | نام اثر                               | نگاره | دیرینگی                             | موقعیت | شمارهٔ ثبت | تاریخ ثبت  | منبع  |
| ---- | ------------------------------------- | ----- | ----------------------------------- | --- | --------- | ---------- | ----- |
| ۱    | امامزاده هفتاد و دو تن                |       | قرن ۶ ق                             | دهستان ساروق | ۳۰۶       | ۱۳۱۶/۰۹/۲۹ | [ ۱ ] |
| ۲    | برج شیشه و عمارت ارگ قدیم             |       | اواخر قاجار                         | خیابان ادبجو، روبروی خیابان شهید کلاهدوز، کوچه شهید رنجبر                                                             | ۱۰۷۶      | ۱۳۵۴/۰۳/۱۰ | [ ۲ ] |
| ۳    | امامزاده حوا خاتون                    |       | قرن ۵ (۴۷۸ق)                        | قریه موت آباد، بخش مشک آباد                                                                                           | ۱۱۲۷      | ۱۳۵۴/۰۹/۰۸ |       |
| ۴    | بازار اراک                            |       | قاجاریه                             | هسته مرکزی بافت قدیمی شهر                                                                                             | ۱۲۸۵      | ۱۳۵۵/۰۸/۱۰ |       |
| ۵    | حمام چهارفصل                          |       | اواخر قاجار                         | خیابان شاهپور، سابق، شهید دکتر بهشتی                                                                                  | ۱۳۳۹      | ۱۳۵۵/۰۸/۱۰ |       |
| ۶    | آرامگاه پیرمرادآباد                   |       | قرن ۶ و ۷ ق                         | ۴ کیلومتری شمال شرقی مشهد میقان                                                                                       | ۱۵۶۸      | ۱۳۵۶/۱۱/۱۱ |       |
| ۷    | امامزاده شاهزاده محسن/ بقعه           |       | قرن ۸ و ۹ ق                         | جاده اراک به فراهان، روستای مشهد گرمه                                                                                 | ۱۵۶۹      | ۱۳۵۶/۱۱/۱۱ |       |
| ۸    | تپه چلبی                              |       | هزاره دو ق‌م                         | روستای چلبی، بخش کمیجان                                                                                               | ۱۶۸۳      | ۱۳۶۴/۰۵/۲۷ |       |
| ۹    | آرامگاه شاهزاده عبدالله               |       | قرن ۴ ق                             | روستای گودرز | ۱۷۰۴      | ۱۳۶۴/۱۲/۲۵ |       |
| ۱۰   | قلعه حاج وکیل                         |       | اواخر قاجار                         | خ شهید دکتر چمران، کوچه وکیل                                                                                          | ۱۷۷۱      | ۱۳۷۵/۰۸/۲۶ |       |
| ۱۱   | حاج علی عابدین مشیری (حسن پور)        |       | قاجاریه                             | بافت تاریخی بازار اراک محله چهارسو                                                                                    | ۱۹۸۵      | ۱۳۷۷/۰۱/۱۶ |       |
| ۱۲   | پل دوآب                               |       | قاجاریه                             | ۴۰ کیلومتری غرب شهرستان اراک، شمال شرقی فروحصار                                                                       | ۱۹۹۱      | ۱۳۷۷/۰۱/۱۶ |       |
| ۱۳   | آرامگاه آقا محسن اراکی                |       | قاجاریه                             | یکی ازدروازه‌های قدیمی شهراراک                                                                                         | ۲۲۹۳      | ۱۳۷۸/۰۱/۰۹ |       |
| ۱۴   | کاروان‌سرای مشهد میقان                 |       | صفویه                               | ۱۲ کیلومتری شمال اراک، جاده ومیهن                                                                                     | ۲۳۸۰      | ۱۳۷۸/۰۵/۲۳ |       |
| ۱۵   | آرامگاه شاه قلندر                     |       | اوایل قرن ۷ ق ـ صفویه               | بخش مرکزی دهستان امان آباد، روستای انجدان                                                                             | ۲۴۵۲      | ۱۳۷۸/۰۷/۱۹ |       |
| ۱۶   | آرامگاه شاه غریب                      |       | صفویه                               | بخش مرکزی دهستان امان ابادروستای انجدان                                                                               | ۲۴۵۳      | ۱۳۷۸/۰۷/۱۹ |       |
| ۱۷   | امامزاده شاهزاده عبدالله و آمنه خاتون |       | قاجاریه                             | اراک محله عباس‌آباد، خ، شهیدبهشتی                                                                                      | ۲۵۰۱      | ۱۳۷۸/۰۸/۲۶ |       |
| ۱۸   | کاروان‌سرای شاه عباسی                  |       | صفویه                               | اراک روستای کاروانسرا                                                                                                 | ۲۶۱۶      | ۱۳۷۸/۱۲/۲۵ |       |
| ۱۹   | امامزاده شاهزاده حسین و بناهای وابسته |       | قرن ۸ ق                             | بلوار خواجه نصیرالدین طوسی                                                                                            | ۲۷۵۶      | ۱۳۷۹/۰۴/۲۲ |       |
| ۲۰   | مقبره سید بشر                         |       | قرن ۷ ق                             | بلوار خواجه نصیرالدین طوسی                                                                                            | ۲۷۵۷      | ۱۳۷۹/۰۴/۲۲ |       |
| ۲۱   | مسجد جامع ششناو                       |       | قاجاریه                             | تقرش محله فم | ۲۷۷۱      | ۱۳۷۹/۰۵/۱۹ |       |
| ۲۲   | خانه حاج‌حسین خاکباز محسنی             |       |                                     | شهرستان اراک، محله عباس‌آباد، حد فاصل خیابانهای بهشتی و دانشگاه                                                        | ۳۳۳۸      | ۱۳۷۹/۱۲/۲۵ |       |
| ۲۳   | آرامگاه آقا نورالدین عراقی            |       | ۱۳۴۱ ش                              | ۱۰۰ متری شمال غرب بنای مصلای اراک                                                                                     | ۳۴۷۷      | ۱۳۷۹/۱۲/۲۵ |       |
| ۲۴   | کلیسای مسروپ مقدس (اراک)              |       | صفویه                               | خیابان شهید چمران (نیسانیان)                                                                                          | ۳۵۳۳      | ۱۳۷۹/۱۲/۲۵ |       |
| ۲۵   | تپه قلعه شاهی                         |       | اسلامی                              | شهرستان اراک، بخش مرکزی، ۵۰۰ متری غرب روستای وسیمه                                                                    | ۴۶۲۰      | ۱۳۸۰/۱۰/۱۱ |       |
| ۲۶   | تپه چاه‌های وسیمه                      |       | پیش از تاریخ                        | بخش مرکزی دهستان مشهد میقان ۴۰۰ متری غرب روستای حر آباد                                                               | ۴۶۲۱      | ۱۳۸۰/۱۰/۱۱ |       |
| ۲۷   | تپه مشهد میقان                        |       | اسلامی                              | بخش مرکزی دهستان مشهد میقان ۲۰۰ متری شرق روستای مشهد میقان                                                            | ۴۶۲۲      | ۱۳۸۰/۱۰/۱۱ |       |
| ۲۸   | تپه هشتادقان                          |       | تاریخی ـ اسلامی                     | بخش مرکزی دهستان مشهد میقان ۵۰۰ متری شمال شرقی روستای مراد آباد                                                       | ۴۶۲۳      | ۱۳۸۰/۱۰/۱۱ |       |
| ۲۹   | تپه حسین‌آباد                          |       | تاریخی ـ اسلامی                     | بخش مرکزی دهستان مشهد میقان ۵۰۰ متری شمال روستای کمال‌آباد پایین                                                       | ۴۶۲۴      | ۱۳۸۰/۱۰/۱۱ |       |
| ۳۰   | تپه قصبه                              |       | اسلامی                              | بخش مرکزی دهستان امیریه یک کیلومتری شرق روستای مرزیجران                                                               | ۴۶۲۵      | ۱۳۸۰/۱۰/۱۱ |       |
| ۳۱   | تپه روستای مصلح‌آباد                   |       | اسلامی                              | بخش مرکزی دهستان مشهد میقان جنوب روستای مصلح آباد                                                                     | ۴۶۲۶      | ۱۳۸۰/۱۰/۱۱ |       |
| ۳۲   | تپه لاگرفته                           |       | پیش از تاریخ ـ تاریخی ـ اسلامی      | بخش مرکزی دهستان مشهد میقان ۵۰۰ متری غرب روستای مصلح آباد                                                             | ۴۶۲۷      | ۱۳۸۰/۱۰/۱۱ |       |
| ۳۳   | تپه آزاد مرزآباد                      |       | اسلامی                              | شهرستان ارک، بخش مرکزی، دهستان مشهد میقان، ۵۰۰ متری روستای آزاد مرز آباد                                              | ۴۶۲۸      | ۱۳۸۰/۱۰/۱۱ |       |
| ۳۴   | تپه قلعه قنبر علی                     |       | پیش از تاریخ ـ تاریخی ـ اسلامی      | بخش مرکز دهستان امیریه ۴۰۰ ممتری شمال روستای داین                                                                     | ۴۶۲۹      | ۱۳۸۰/۱۰/۱۱ |       |
| ۳۵   | خانه دمساز (اراک)                     |       | قاجاریه                             | شهرستان اراک، مجموعه بازار اراک، گذر سپهدار، روبروی منزل حسن پور                                                      | ۵۸۰۵      | ۱۳۸۱/۰۳/۲۵ |       |
| ۳۶   | قلعه خاندان بهادری                    |       | قاجاریه                             | شهرستان اراک، بخش وفس و بزجلو دهستان اسفندان جنوب شرقی کمیجان                                                         | ۷۷۰۱      | ۱۳۸۱/۱۲/۱۷ |       |
| ۳۷   | تپه ایبک‌آباد                          |       | تاریخی                              | شهرستان اراک بخش مرکزی، دهستان مشهد میقان، یک کیلومتری شمال شرق روستای ایبک آباد                                      | ۸۶۰۱      | ۱۳۸۲/۰۲/۰۹ |       |
| ۳۸   | تپه قلعه دوشی (قز قلعه سی)            |       | اسلامی                              | شهرستان اراک، بخش مرکزی، دهستان امیریه، یک کیلومتری شرق روستای نمک کور                                                | ۸۶۰۲      | ۱۳۸۲/۰۲/۰۹ |       |
| ۳۹   | قلعه تپه میلاجرد                      |       | تاریخی ـ اسلامی                     | شهرستان ارک، بخش کمیجان، غرب شهر میلاجرد                                                                              | ۱۲۸۴۴     | ۱۳۸۴/۰۵/۱۹ |       |
| ۴۰   | تپه شکر                               |       | تاریخی ـ اسلامی                     | شهرستان اراک، بخش خنداب، دهستان ده چال، ۱۰۰م شرق روستای فوران                                                         | ۱۲۸۴۵     | ۱۳۸۴/۰۵/۱۹ |       |
| ۴۱   | مسجد آخوند                            |       | قاجاریه                             | اراک، خ پاسداران (حصار)، خ مولوی                                                                                      | ۱۳۸۱۶     | ۱۳۸۴/۰۸/۲۵ |       |
| ۴۲   | گورستان ساکی علیا                     |       | قاجاریه ـ پهلوی                     | شهرستان اراک، بخش مرکزی، دهستان شمس‌آباد، روستای ساکی علیا                                                             | ۱۹۰۲۱     | ۱۳۸۵/۱۲/۲۸ |       |
| ۴۳   | گورستان ارامنه گورزار                 |       | قاجاریه                             | شهرستان اراک، بخش خنداب، دهستان جاورسیان، روستای گورزار                                                               | ۱۹۰۲۲     | ۱۳۸۵/۱۲/۲۸ |       |
| ۴۴   | آرامگاه شاهور                         |       | صفویه ـ قاجاریه ـ پهلوی             | شهرستان اراک، بخش خنداب، دهستان دهچال، روستای قلعه چه (امامزاده)                                                      | ۱۹۰۲۳     | ۱۳۸۵/۱۲/۲۸ |       |
| ۴۵   | تپه تر                                |       | اسلامی                              | شهرستان اراک، بخش مرکزی، دهستان مشک آباد، روستای امرآباد                                                              | ۱۹۰۲۵     | ۱۳۸۵/۱۲/۲۸ |       |
| ۴۶   | تپه سیدون ابراهیم‌آباد                 |       | قرن ۵–۸ ه‍.ق                          | شهرستان اراک، بخش مرکزی، دهستان مشک آباد، روستای ابراهیم‌آباد                                                          | ۱۹۰۲۶     | ۱۳۸۵/۱۲/۲۸ |       |
| ۴۷   | تپه تر شمالی                          |       | پیش از اسلام                        | شهرستان اراک، بخش مرکزی، دهستان مشک آباد، روستای امرآباد                                                              | ۱۹۰۲۷     | ۱۳۸۵/۱۲/۲۸ |       |
| ۴۸   | تپه سیدون                             |       | پیش از آغاز نگارش                   | شهرستان اراک، بخش مرکزی، دهسان مشک آباد، روستای چشمه خورزن                                                            | ۱۹۰۲۸     | ۱۳۸۵/۱۲/۲۸ |       |
| ۴۹   | حمام ترمذ                             |       | قاجاریه                             | شهرستان اراک، بخش مرکزی، دهستان مشهد میقان، روستای ترمذ                                                               | ۱۹۰۲۹     | ۱۳۸۵/۱۲/۲۸ |       |
| ۵۰   | آب‌انبار حاج رضا قلی                   |       | ۱۳۰۰ ه‍.ق                             | شهرستان اراک، بخش مرکزی، دهستان مشک آباد، روستای ابراهیم‌آباد                                                          | ۱۹۰۳۰     | ۱۳۸۵/۱۲/۲۸ |       |
| ۵۱   | تپه جوشق                              |       | اشکانی ـ اسلامی (قرن ۴ تا ۶ ه‍.ق)     | شهرستان اراک، بخش مرکزی، دهستان مشهد میقان، روستای ترمذ                                                               | ۱۹۰۵۷     | ۱۳۸۶/۰۲/۲۰ |       |
| ۵۲   | مسجد شبستان                           |       | قاجاریه                             | شهرستان اراک، بخش مرکزی، شهر سنجان، محله علیا                                                                         | ۱۹۰۵۸     | ۱۳۸۶/۰۲/۲۰ |       |
| ۵۳   | حمام محله علیا                        |       | قاجاریه                             | شهرستان اراک، بخش مرکزی، شهر سنجان، محله علیا                                                                         | ۱۹۰۵۹     | ۱۳۸۶/۰۲/۲۰ |       |
| ۵۴   | مسجد نوازن                            |       | صفویه                               | شهرستان اراک، بخش مرکزی، دهستان مشهد میقان، روستای نوازن                                                              | ۱۹۰۶۰     | ۱۳۸۶/۰۲/۲۰ |       |
| ۵۵   | کبوترخانه ده نو                       |       | قاجاریه ـ پهلوی                     | شهرستان اراک، بخش خنداب، دهستان دهجال، روستای ده نو                                                                   | ۱۹۶۸۷     | ۱۳۸۶/۰۶/۲۸ |       |
| ۵۶   | تپه خوشدون                            |       | قرون اولیه اسلامی تا قرن ۶ ه‍.ق       | شهرستان اراک، بخش مرکزی، دهستان داودآباد، روستای خوشدون، واقع در ۳۷ کیلومتری شمال شرق از طریق جاده داوود آباد و ویسمه | ۱۹۶۹۱     | ۱۳۸۶/۰۶/۲۸ |       |
| ۵۷   | شاهزاده حسین (قزوین)                  |       | قاجاریه                             | شهرستان اراک، بخش مرکزی، دهستان ساروق، روستای جیریا                                                                   | ۱۹۶۹۴     | ۱۳۸۶/۰۶/۲۸ |       |
| ۵۸   | تپه سوزان                             |       | ساسانی ـ قرون اولیه اسلامی          | شهرستان اراک، بخش خنداب، دهستان جاورسیان، روستای سوزان                                                                | ۲۰۴۹۸     | ۱۳۸۶/۱۰/۱۲ |       |
| ۵۹   | تپه مشت علی                           |       | قرون میانه اسلامی                   | شهرستان اراک، بخش مرکزی، دهستان امیریه، روستای میچان                                                                  | ۲۲۰۵۲     | ۱۳۸۶/۱۲/۲۶ |       |
| ۶۰   | تپه قلعه کهنه                         |       | قرون متاخر اسلامی                   | شهرستان اراک، بخش مرکزی، دهستان امیریه، روستای هزاوه                                                                  | ۲۲۰۵۶     | ۱۳۸۶/۱۲/۲۶ |       |
| ۶۱   | درمانگاه فراهانچی                     |       | پهلوی اول                           | شهرستان اراک، بخش خنداب، دهستان سنگ سفید، روستای دهنو                                                                 | ۲۲۹۹۷     | ۱۳۸۷/۰۳/۰۷ |       |
| ۶۲   | تپه دستگرده                           |       | اشکانی ـ قرون میانه اسلامی          | شهرستان اراک، بخش مرکزی، دهستان معصومیه، مزرعه دستگرده                                                                | ۲۲۹۹۸     | ۱۳۸۷/۰۳/۰۷ |       |
| ۶۳   | امامزاده دیزآباد                      |       | قاجاریه                             | شهرستان اراک، بخش خنداب، ۷ کیلومتری شمال شهر خنداب                                                                    | ۲۳۱۱۷     | ۱۳۸۷/۰۵/۰۲ |       |
| ۶۴   | حمام ابراهیم‌آباد                      |       | قاجاریه                             | شهرستان اراک، بخش مرکزی، دهستان معصومیه، روستای ابراهیم‌آباد                                                           | ۲۳۷۹۲     | ۱۳۸۷/۰۸/۲۵ |       |
| ۶۵   | مسجد شیخ ابوالحسن                     |       | پهلوی اول                           | شهر اراک، خیابان شهید بهشتی                                                                                           | ۲۳۷۹۶     | ۱۳۸۷/۰۸/۲۵ |       |
| ۶۶   | تپه هزوشن                             |       | اشکانی                              | شهرستان اراک، بخش مرکزی، دهستان امیریه، روستای هزاوه                                                                  | ۲۳۸۰۸     | ۱۳۸۷/۰۸/۲۵ |       |
| ۶۷   | منزل حاج آقا محسن اراکی               |       | قاجاریه                             | شهر اراک، خیابان محسنی، روبروی مسجد حاج تقی خان                                                                       | ۲۴۳۷۸     | ۱۳۸۷/۱۰/۱۵ |       |
| ۶۸   | تپه اسفندی                            |       | هزاره یک و دو ق‌م                    | شهرستان اراک، بخش مرکزی، دهستان مشک آباد، روستای ابراهیم‌آباد                                                          | ۲۵۰۰۲     | ۱۳۸۷/۱۲/۱۸ |       |
| ۶۹   | تپه مزیدآباد                          |       | قرون ۶ تا ۸ ه‍.ق                      | شهرستان اراک، بخش مرکزی، دهستان مشهد میقان، روستای مشهد الکوبه                                                        | ۲۵۰۰۴     | ۱۳۸۷/۱۲/۱۸ |       |
| ۷۰   | تپه ابراهیم‌آباد                       |       | قرون متاخر اسلامی                   | شهرستان اراک، بخش مرکزی، دهستان مشهد میقان، روستای ابراهیم‌آباد                                                        | ۲۵۰۰۶     | ۱۳۸۷/۱۲/۱۸ |       |
| ۷۱   | تپه سوسن‌آباد                          |       | اشکانی ـ ساسانی                     | شهرستان اراک، بخش مرکز ی، دهستان مشهد میقان، روستای سوسن آباد                                                         | ۲۵۰۱۱     | ۱۳۸۷/۱۲/۱۸ |       |
| ۷۲   | تپه قلعه نو                           |       | اشکانی                              | شهرستان اراک، بخش مرکزی، دهستان مشهد میقان، روستای مشهد الکوبه                                                        | ۲۵۰۱۲     | ۱۳۸۷/۱۲/۱۸ |       |
| ۷۳   | تپه مزراستان                          |       | قرون میانه اسلامی                   | شهرستان اراک، بخش مرکزی، دهستان مشهد میقان، روستای ایبک آباد                                                          | ۲۵۰۱۴     | ۱۳۸۷/۱۲/۱۸ |       |
| ۷۴   | تپه بزرگ داوودآباد                    |       | اشکانی                              | شهرستان اراک، بخش مرکزی، شهر داوودآباد                                                                                | ۲۵۰۱۵     | ۱۳۸۷/۱۲/۱۸ |       |
| ۷۵   | آرامگاه محمد مسعود                    |       | صفوی ـ پهلوی اول                    | شهرستان اراک، بخش خنداب، شهر خنداب، میدان انقلاب                                                                      | ۲۵۰۱۶     | ۱۳۸۷/۱۲/۱۸ |       |
| ۷۶   | تپه هرزاوه                            |       | اشکانی                              | شهرستان اراک، بخش مرکزی، دهستان مشهد میقان، روستای مشهد میقان                                                         | ۲۵۰۱۷     | ۱۳۸۷/۱۲/۱۸ |       |
| ۷۷   | تپه کودزر۱                            |       | اشکانی                              | شهرستان اراک، بخش مرکزی، دهستان مشهد میقان، روستای مشهد الکوبه                                                        | ۲۵۰۱۸     | ۱۳۸۷/۱۲/۱۸ |       |
| ۷۸   | چهارطاقی کارچان                       |       | قاجاریه ـ پهلوی                     | شهرستان اراک، بخش مرکزی، دهستان معصومیه، روستای کارچان، درمیان گورستان عمومی روستا                                    | ۲۵۰۲۲     | ۱۳۸۷/۱۲/۱۸ |       |
| ۷۹   | تپه جوشق I                            |       | قرون ۷ تا ۹ ه و. ق                  | شهرستان اراک، بخش مرکزی، دهستان مشهد میقان، روستای ترمزد                                                              | ۲۵۰۲۳     | ۱۳۸۷/۱۲/۱۸ |       |
| ۸۰   | تپه سیزده به در                       |       | اشکانی                              | شهرستان اراک، بخش مرکزی، دهستان مشهد میقان، روستای دهلق                                                               | ۲۵۰۲۶     | ۱۳۸۷/۱۲/۱۸ |       |
| ۸۱   | تپه کودرز۲                            |       | اشکانی ـ ساسانی                     | شهرستان اراک، بخش مرکزی، دهستان مشهد میقان، روستای مشهد الکوبه                                                        | ۲۵۰۲۷     | ۱۳۸۷/۱۲/۱۸ |       |
| ۸۲   | حمام مصطفوی                           |       | پهلوی اول                           | شهرستان اراک، بخش خنداب، شهر خنداب، محله حصار، خیابان شهید رجایی                                                      | ۲۵۰۲۸     | ۱۳۸۷/۱۲/۱۸ |       |
| ۸۳   | سنگ‌نگاره‌های رودباران                  |       | قرون اولیه و میانه اسلامی           | شهرستان اراک، بخش مرکزی، دهستان امان آباد، روستای رودباران                                                            | ۲۵۰۳۲     | ۱۳۸۷/۱۲/۱۸ |       |
| ۸۴   | تپه موت‌آباد ۲                         |       | صفویه ـ قرون متاخر اسلامی           | شهرستان اراک، بخش مرکزی، دهستان معصومیه، روستای موت آباد                                                              | ۲۵۰۳۶     | ۱۳۸۷/۱۲/۱۸ |       |
| ۸۵   | تپه موت‌آباد ۳                         |       | اشکانی ـ ساسانی                     | شهرستان اراک، بخش مرکزی، دهستان معصومیه، روستای موت آباد                                                              | ۲۵۰۳۷     | ۱۳۸۷/۱۲/۱۸ |       |
| ۸۶   | تپه برج حبیب‌خان                       |       | قرون میانه اسلامی                   | شهرستان اراک، بخش مرکزی، دهستان مشهد میقان، روستای حرآباد                                                             | ۲۵۰۳۸     | ۱۳۸۷/۱۲/۱۸ |       |
| ۸۷   | تپه ده‌نمک                             |       | قرون ۷ و ۸ ق                        | شهرستان اراک، بخش مرکزی، دهستان داودآباد، روستای ده نمک                                                               | ۲۵۰۳۹     | ۱۳۸۷/۱۲/۱۸ |       |
| ۸۸   | تپه موت‌آباد I                         |       | قرون میانه اسلامی                   | شهرستان اراک، بخش مرکزی، دهستان معصومیه، روستای موت آباد                                                              | ۲۵۰۴۶     | ۱۳۸۷/۱۲/۱۸ |       |
| ۸۹   | تپه زورآوند I                         |       | قرون میانه اسلامی                   | شهرستان اراک، بخش مرکزی، شهر داودآباد                                                                                 | ۲۵۰۴۹     | ۱۳۸۷/۱۲/۱۸ |       |
| ۹۰   | تپه زورآوند۲                          |       | ساسانی                              | شهرستان اراک، بخش مرکز ی، شهر داودآباد                                                                                | ۲۵۰۵۰     | ۱۳۸۷/۱۲/۱۸ |       |
| ۹۱   | تپه معصومیه ۱                         |       | ایلخانی ـ تیموری                    | شهرستان اراک، بخش مرکزی، دهستان معصومیه، روستای معصومیه                                                               | ۲۵۰۶۵     | ۱۳۸۷/۱۲/۱۸ |       |
| ۹۲   | تپه معصومیه ۲                         |       | قرون میانه اسلامی                   | شهرستان اراک، بخش مرکزی، دهستان معصومیه، روستای معصومیه                                                               | ۲۵۰۶۹     | ۱۳۸۷/۱۲/۱۸ |       |
| ۹۳   | کبوترخانه شهرجرد                      |       | پهلوی اول                           | شهرستان اراک، بخش مرکزی، دهستان معصومیه، روستای شهرجرد، مزرعه شنتیائی                                                 | ۲۵۰۷۰     | ۱۳۸۷/۱۲/۱۸ |       |
| ۹۴   | تپه نورعین                            |       | اشکانی ـ قرون میانه اسلامی          | شهرستان اراک، بخش مرکزی، دهستان شمس‌آباد، روستای نورعین                                                                | ۲۵۰۷۴     | ۱۳۸۷/۱۲/۱۸ |       |
| ۹۵   | خانه سعدا مصلح‌آبادی                   |       | قاجاریه                             | شهرستان اراک، بخش مرکزی، دهستان مشهد میقان، روستای مصلح آباد                                                          | ۲۵۳۷۹     | ۱۳۸۷/۱۲/۱۸ |       |
| ۹۶   | تپه قلعه بلندی                        |       | قرون متاخر اسلامی                   | شهرستان اراک، بخش مرکزی، دهستان ساروق، روستای کرکان پایین                                                             | ۲۵۳۸۱     | ۱۳۸۷/۱۲/۱۸ |       |
| ۹۷   | سنگ‌نگاره‌های قشلاق‌های جیریا            |       | تاریخی ـ اسلامی                     | شهرستان اراک، بخش مرکزی، دهستان ساروق، روستای جیریا، منطقه قشلاق‌ها                                                    | ۲۵۳۸۲     | ۱۳۸۷/۱۲/۱۸ |       |
| ۹۸   | سنگ‌نگاره‌های گاوجلو                    |       | قرون میانه و متاخر اسلامی           | شهرستان اراک، بخش مرکزی، دهستان ساروق، روستای گاوجلو                                                                  | ۲۵۳۸۳     | ۱۳۸۷/۱۲/۱۸ |       |
| ۹۹   | تپه فوران خرابه                       |       | ایلخانی                             | شهرستان اراک، بخش خنداب، دهستان ده چال، روستای فوران                                                                  | ۲۶۰۹۱     | ۱۳۸۷/۱۲/۲۶ |       |
| ۱۰۰  | تپه داوودآباد                         |       | قرون متاخر اسلامی                   | شهرستان اراک، بخش مرکزی، شهر داوود آباد                                                                               | ۲۶۰۹۲     | ۱۳۸۷/۱۲/۲۶ |       |
| ۱۰۱  | تپه خاتون‌آباد                         |       | ساسانی                              | شهرستان اراک، بخش مرکزی، دهستان مشهد میقان، روستای دهلق                                                               | ۲۶۰۹۳     | ۱۳۸۷/۱۲/۲۶ |       |
| ۱۰۲  | تپه مالک‌آباد۳                         |       | ساسانی ـ قرون اولیه اسلامی          | شهرستان اراک، بخش مرکزی، دهستان معصومیه، روستای مالک آباد                                                             | ۲۶۰۹۴     | ۱۳۸۷/۱۲/۲۶ |       |
| ۱۰۳  | تپه معصومیه ۲                         |       | اشکانی ـ ساسانی ـ قرون میانه اسلامی | شهرستان اراک، بخش مرکزی، دهستان معصومیه، روستای معصومیه                                                               | ۲۶۰۹۵     | ۱۳۸۷/۱۲/۲۶ |       |
| ۱۰۴  | تپه دیزآباد                           |       | قرون متاخر اسلامی                   | شهرستان اراک، بخش خنداب، دهستان خنداب، روستای دیزآباد                                                                 | ۲۶۰۹۶     | ۱۳۸۷/۱۲/۲۶ |       |
| ۱۰۵  | سنگ‌نگاره‌های قلعه داغ                  |       | قرون اولیه اسلامی                   | شهرستان اراک، بخش خنداب، دهستان سنگ سفید، روستای استوه                                                                | ۲۶۰۹۸     | ۱۳۸۷/۱۲/۲۶ |       |
| ۱۰۶  | تپه مالک‌آباد ۱                        |       | اشکانی ـ ساسانی                     | شهرستان اراک، بخش مرکزی، دهستان معصومیه، روستای مالک آباد                                                             | ۲۶۰۹۹     | ۱۳۸۷/۱۲/۲۶ |       |
| ۱۰۷  | تپه مالک‌آباد۲                         |       | قرون متاخر اسلامی                   | شهرستان اراک، بخش مرکزی، دهستان معصومیه، روستای مالک آباد                                                             | ۲۶۱۰۱     | ۱۳۸۷/۱۲/۲۶ |       |
| ۱۰۸  | تپه میرآباد                           |       | قرون ۷ و ۸ ق                        | شهرستان اراک، بخش مرکزی، دهستان مشک آباد، روستای میرآباد                                                              | ۲۶۱۰۲     | ۱۳۸۷/۱۲/۲۶ |       |
| ۱۰۹  | گورستان شانق                          |       | اواخر قاجاریه ـ اوایل پهلوی         | شهرستان اراک، بخش مرکزی، دهستان مشک آباد، روستای شانق                                                                 | ۲۶۱۰۳     | ۱۳۸۷/۱۲/۲۶ |       |
| ۱۱۰  | تپه مرزیجران                          |       | اشکانی ـ ساسانی                     | شهرستان اراک، بخش مرکزی، دهستان امیریه، روستای مرزیجران                                                               | ۲۶۱۰۴     | ۱۳۸۷/۱۲/۲۶ |       |
| ۱۱۱  | تپه خیرآباد                           |       | ساسانی                              | شهرستان اراک، بخش مرکزی، دهستان مشک آباد، روستای خیرآباد                                                              | ۲۶۱۰۷     | ۱۳۸۷/۱۲/۲۶ |       |
| ۱۱۲  | زیارتگاه چل دختران                    |       | صفویه                               | شهرستان اراک، بخش مرکزی، دهستان امان آباد، روستای انجدان                                                              | ۲۶۱۰۸     | ۱۳۸۷/۱۲/۲۶ |       |
| ۱۱۳  | تپه پاقلعه                            |       | ایلخانی                             | شهرستان ارک، بخش مرکزی، دهستان مشهد میقان، روستای ایبک آباد                                                           | ۲۶۱۰۹     | ۱۳۸۷/۱۲/۲۶ |       |
| ۱۱۴  | تپه قزلیجه                            |       | اشکانی ـ ساسانی                     | شهرستان اراک، بخش مرکزی، دهستان امیریه، روستای قزلیجه                                                                 | ۲۶۱۱۰     | ۱۳۸۷/۱۲/۲۶ |       |
| ۱۱۵  | تپه گبری                              |       | ساسانی ـ قرون میانه اسلامی          | شهرستان اراک، بخش خنداب، دهستان ده چال، روستای فوران                                                                  | ۲۶۱۱۱     | ۱۳۸۷/۱۲/۲۶ |       |
| ۱۱۶  | تپه مبارک‌آباد                         |       | قرون متاخر اسلامی                   | شهرستان اراک، بخش مرکزی، دهستان مشهد میقان، روستای مبارک‌آباد                                                          | ۲۶۱۱۲     | ۱۳۸۷/۱۲/۲۶ |       |
| ۱۱۷  | تپه ده‌سد                              |       | قرون میانه اسلامی                   | شهرستان اراک، بخش خنداب، دهستان جابرسیان، روستای ده سد                                                                | ۲۶۱۱۴     | ۱۳۸۷/۱۲/۲۶ |       |
| ۱۱۸  | تپه بان‌قلعه‌سی                         |       | ساسانی                              | شهرستان اراک، بخش مرکزی، دهستان شمس‌آباد، روستای بان                                                                   | ۲۶۱۱۵     | ۱۳۸۷/۱۲/۲۶ |       |
| ۱۱۹  | تپه لب خط ۲                           |       | اشکانی                              | شهرستان اراک، بخش مرکزی، دهستان مشهد میقان، سمت چپ جاده اراک به فرمهین                                                | ۲۶۱۱۶     | ۱۳۸۷/۱۲/۲۶ |       |
| ۱۲۰  | تپه شاه‌آباد دهلق                      |       | تاریخی                              | شهرستان اراک، بخش مرکزی، دهستان مشهد میقان، روستای دهلق                                                               | ۲۶۱۱۷     | ۱۳۸۷/۱۲/۲۶ |       |
| ۱۲۱  | تپه موت‌آباد ۵                         |       | قرون متاخر اسلامی                   | شهرستان اراک، بخش مرکزی، دهستان معصومیه، روستای موت آباد                                                              | ۲۶۱۱۸     | ۱۳۸۷/۱۲/۲۶ |       |
| ۱۲۲  | تپه موت‌آباد ۴                         |       | قرن ۶ و ۷ ه‍.ق                        | شهرستان اراک، بخش مرکزی، دهستان معصومیه، روستای موت آباد                                                              | ۲۶۱۱۹     | ۱۳۸۷/۱۲/۲۶ |       |
| ۱۲۳  | تپه استوه                             |       | قرون میانه اسلامی                   | شهرستان اراک، بخش خنداب، دهستان سنگ سفید، روستای استوه                                                                | ۲۶۱۲۰     | ۱۳۸۷/۱۲/۲۶ |       |
| ۱۲۴  | تپه موت‌آباد                           |       | ساسانی                              | شهرستان اراک، بخش مرکزی، دهستان معصومیه، روستای موت آباد                                                              | ۲۶۱۲۱     | ۱۳۸۷/۱۲/۲۶ |       |
| ۱۲۵  | گانلی تپه                             |       | ساسانی ـ قرون میانه اسلامی          | شهرستان اراک، بخش خنداب، دهستان خنداب، روستای دیزآباد                                                                 | ۲۶۱۲۲     | ۱۳۸۷/۱۲/۲۶ |       |
| ۱۲۶  | تپه قلعه نو ۱                         |       | هزاره دو و یک ق‌م                    | شهرستان اراک، بخش مرکزی، دهستان معصومیه، روستای قلعه نو                                                               | ۲۶۱۲۳     | ۱۳۸۷/۱۲/۲۶ |       |
| ۱۲۷  | تپه جوخاص                             |       | هزاره دو و یک ق م                   | شهرستان اراک، بخش مرکزی، دهستان مشهد میقان، روستای مبارک‌آباد                                                          | ۲۶۱۲۵     | ۱۳۸۷/۱۲/۲۶ |       |